# Brooke Bond

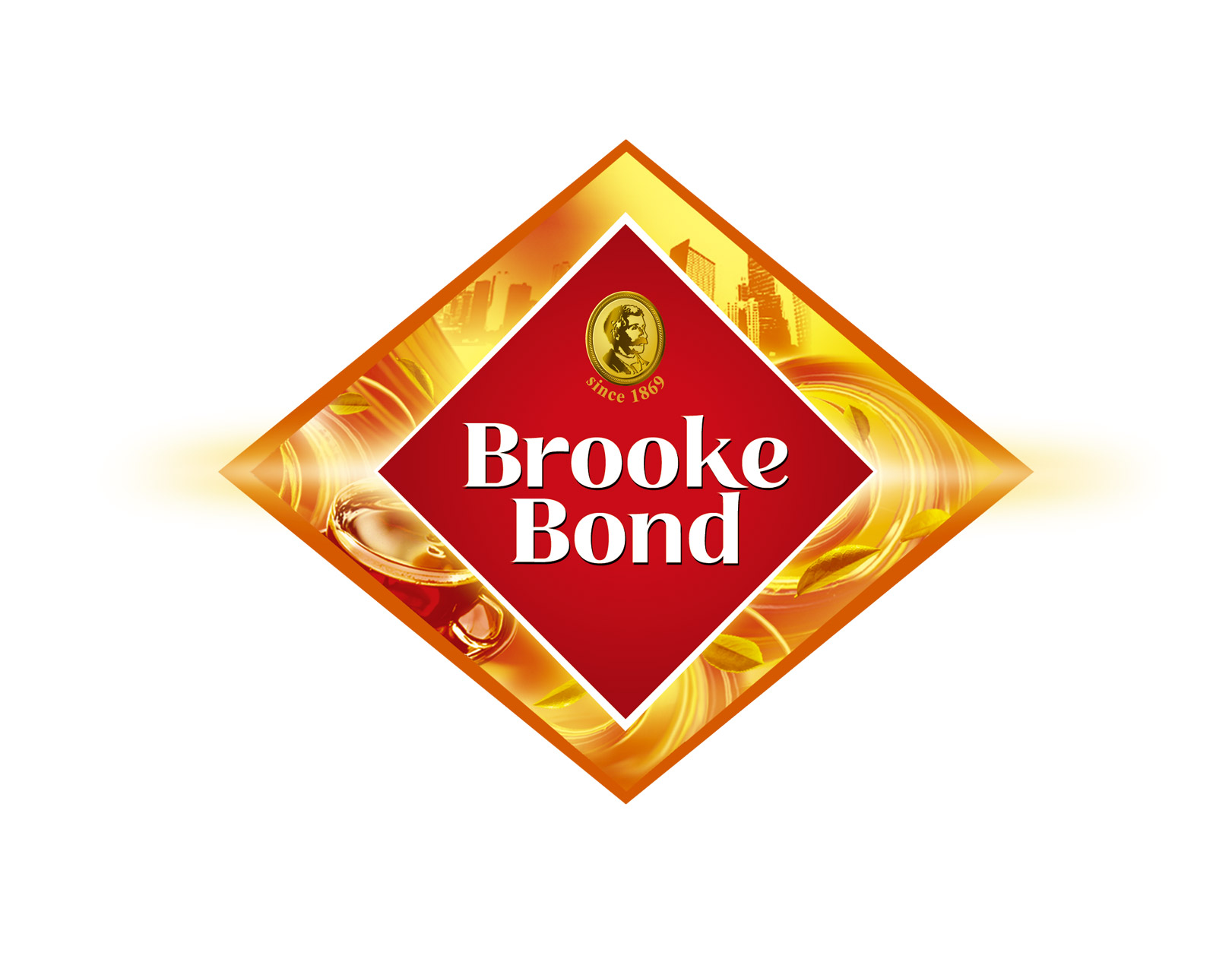

Брук Бонд (англ. Brooke Bond) — торгова марка чаю, що належить концерну Unilever.
У 1869 році британський торгівець чаєм Артур Брук відкрив свою першу чайну крамницю і почав пропонувати свої купажі. Крамницю він назвав своїм іменем — Brooke, добавивши слово bond (англ. обов'язок). Пізніше він відкрив чайні крамниці в Манчестері, Лондоні. Артур Брук купив чайні плантації в Індії, Африці та на Цейлоні.
У серпні 2022 року, під час повномастшабного вторгнення РФ до України, було оголошено про вихід компанії з ринку РФ до кінця року.